# Género teatral
Un género teatral es cada una de las categorías o clases en que se pueden ordenar las obras teatrales según rasgos comunes de forma y contenido. Los géneros teatrales están influidos por la época y el lugar, las estructuras artísticas y sociales y los estilos individuales de los artistas. 
Como el teatro es una forma de arte mestizo, una producción puede tener o no integridad estilística en lo que respecta al guion, la interpretación, la dirección, el diseño, el lugar de representación o, en su caso, la música.
El género teatral es a la vez un tipo de literatura y una forma de clasificar los espectáculos según su estilo y su pertenencia a un movimiento literario, se basa en un principio de diálogo (o monólogo), con personajes en situaciones de comunicación directa.

## Características
Se pueden distinguir, a grandes rasgos, dos clases de género teatral: la del pensamiento clásico y la del pensamiento moderno: La teoría clásica, de carácter normativo y prescriptivo, se preocupa por cuánto difería cada género del otro, en términos de naturaleza y prestigio y consideraba que los géneros "debían mantenerse separados". La moderna se preocupa por buscar las esencias de cada persona y la comunicación.

## Teatro en la época clásica

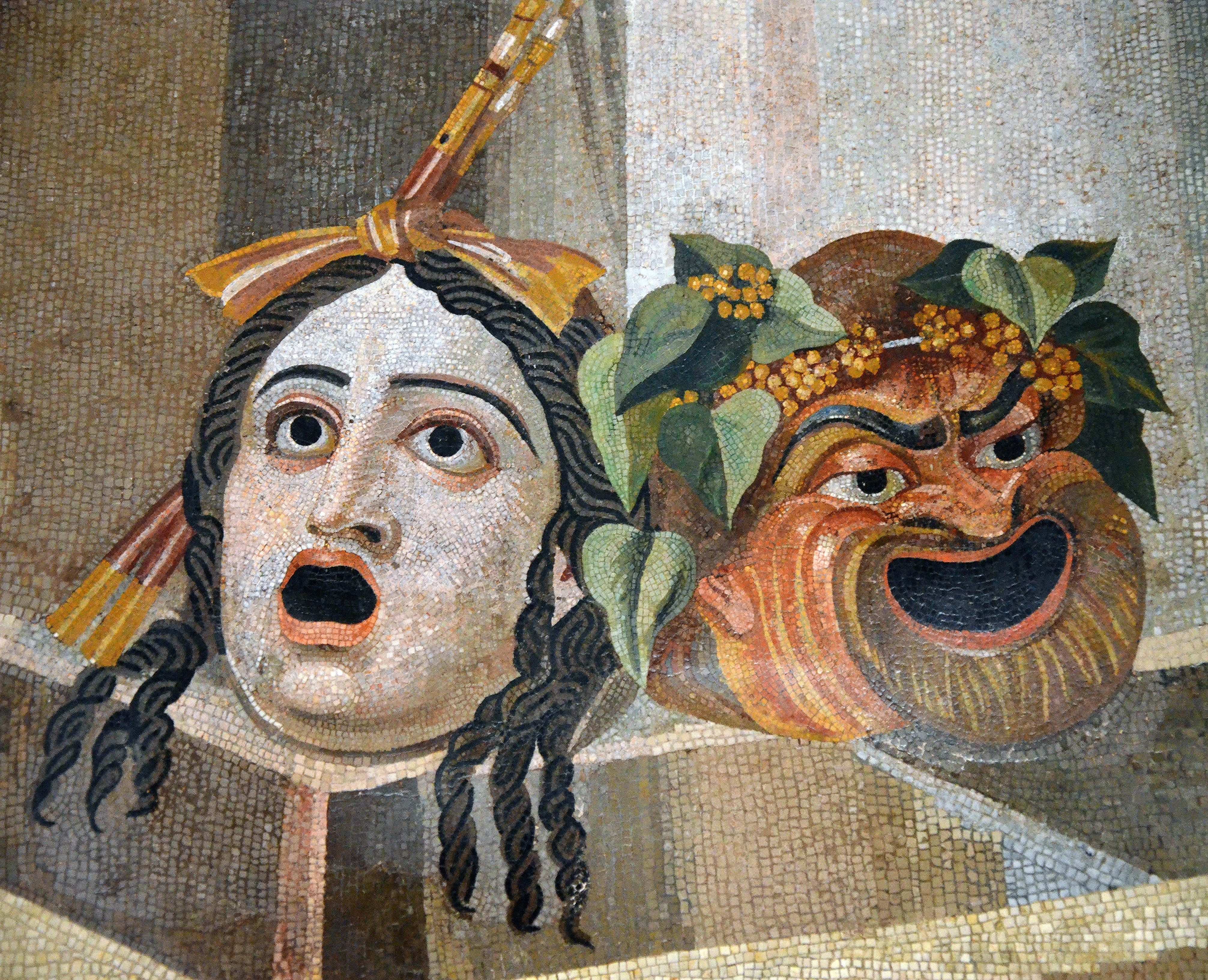
Máscaras teatrales de tragedia y comedia. Mosaico del Museos Capitolinos, Roma.

Se puede decir que existen cuatro géneros teatrales básicos definidos, implícitos o derivados de Aristóteles: tragedia, comedia, melodrama y drama. Estas formas pueden transmitirse mediante diferentes géneros teatrales.
Para Aristóteles, la diferencia entre tragedia y comedia era que, en el primer caso, los personajes imitaban a los hombres "mejores que los reales", dignos de imitar y, en el segundo caso, los imitaban "peores que los reales", vulgares. Como género arquetípico se consideraba a la tragedia.
El drama satírico griego está estrechamente asociado a la tragedia, principalmente en su estructura, diferenciándose en el tono y la representación, dónde la gestualidad y la danza todavía tenían mucha importancia. En cuanto al melodrama, es similar al drama pero con varios personajes y estereotipos comunes, para representar historias de forma exagerada, resaltando los pasajes sentimentales mediante la incorporación de música instrumental. Estaría vinculado posteriormente a la commedia dell'arte. 

## Algunos géneros teatrales

Interior del Teatro Colón de Buenos Aires.

Existe una gran variedad de géneros teatrales utilizados usualmente. Entre ellos:
- Expresionismo: Movimiento antirrealista, al considerar que la apariencia está distorsionada y que la verdad reside en el interior del hombre. La apariencia externa en el escenario puede ser distorsionada e irreal para retratar una verdad externa o un conflicto emocional interno.

- Naturalismo: Representación de la vida en escena con gran atención al detalle, basada en la observación de la vida real. La causa y el efecto ocupan un lugar central en la estructura del guion, cuyos temas se centran en los conflictos entre naturaleza versus crianza, el orden natural de las cosas, la supervivencia o las nociones de evolución. El estilo de producción es el de la realidad cotidiana.

- Realismo: Representación en escena de personajes cercanos a la vida real, con decorados y puesta en escena realistas. El realismo es un esfuerzo por satisfacer todas las convenciones teatrales necesarias para la producción, pero hacerlo de forma que parezca que se trata de la vida "normal".

- Surrealismo: Movimiento en diversas áreas del arte, como la pintura, escultura o teatro. El objetivo del teatro surrealista es superar y erradicar las viejas y manidas tradiciones teatrales que imponían restricciones a la imaginación.

- Teatro del absurdo: Presenta una perspectiva según la cual, todos los intentos humanos de significación son ilógicos. La verdad última es un caos con pocas certezas. No hay ninguna necesidad que deba impulsarnos.

- Teatro de la crueldad: Desarrollado por Antonin Artaud, es un estilo que fomenta la conmoción y el horror del público mediante el uso excesivo de la luz y el sonido, en lugar del entretenimiento activo o la relajación emocional.

- Teatro épico: Ideado por Bertolt Brecht, el teatro épico obliga a los espectadores a volver constantemente a la observación racional, en lugar de a la inmersión emocional. Ráfagas repentinas de canciones, elementos absurdos y rupturas de la cuarta pared son ejemplos de cómo se revitaliza constantemente esta observación racional. Esta idea se conoce como Verfremdungseffekt, efecto de distanciamiento.

- Teatro físico: Enfoque modernista del teatro que centraliza el movimiento del intérprete como comunicador clave de la narración de una obra.

- Teatro inmersivo: Desarrollado por Augusto Boal. Se diferencia del teatro tradicional por la ausencia de la cuarta pared, implicando al público en la representación, centrándose en la individualidad del espectador: sus decisiones, opiniones y emociones personales, y cómo éstas afectan a las de los personajes en escena. El público se encuentra dentro del "mundo de la obra". Tiene vínculos con el teatro foro.

- Teatro pobre: Desarrollado por Jerzy Grotowski, este género cree en la eliminación del decorado, el atrezzo, el vestuario, la luz y el sonido para centrarse únicamente en los actores, su caracterización y las relaciones humanas subyacentes.